# مرشد ضرغام
مرشد ضرغام (15 أكتوبر 1956)، ممثل سوري 

## عن حياته
مثل بالعديد من الأعمال التلفزيونية والسينمائية والمسرحية، بالإضافة للأعمال الإذاعية، من أبرز أعماله (عمر، أبو جعفر المنصور، الهروب)

## من  أعماله

### المسلسلات
- الهروب
- إمام الفقهاء
- عمر
- رقصة الحبارى
- أيوب
- القعقاع بن عمرو التميمي
- وراء الشمس

## روابط خارجية
- مرشد ضرغام على موقع قاعدة بيانات الأفلام العربية